# Железнодорожный округ (Курск)
Железнодоро́жный о́круг — административная единица города Курска (до 1994 года назывался Кировским районом).

## История
Железнодорожный округ Курска образован на территории бывшей Ямской слободы, существовавшей близ города уже в первой четверти XVII века. В 1932 году по постановлению Президиума ВЦИК Ямская слобода включена в черту города.
По постановлению Президиума ВЦИК 20 мая 1936 года в границах города Курска образованы три района: Ленинский, Дзержинский и Кировский. В Кировский район входила территория между рекой Тускарь и железнодорожным вокзалом.
По указу Президиума Верховного Совета РСФСР от 19 сентября 1939 года Стрелецкая слобода включена в городскую черту Курска и стала частью Кировского района.
С 1960 по 1962 год административного деления города Курска на районы не существовало. 30 июня 1962 года были установлены границы между районами города, существующие поныне. За Кировским районом была закреплена территория к востоку от реки Тускарь. В 1972 году в Кировский район включена деревня Мурыновка.
4 февраля 1994 года в соответствии с Указом Президента РФ «О реформе местного самоуправления в Российской Федерации» и на основании постановления главы администрации города Курска «О реорганизации общей схемы управления городом Курском» Кировский район был преобразован в Железнодорожный округ.

## Границы округа

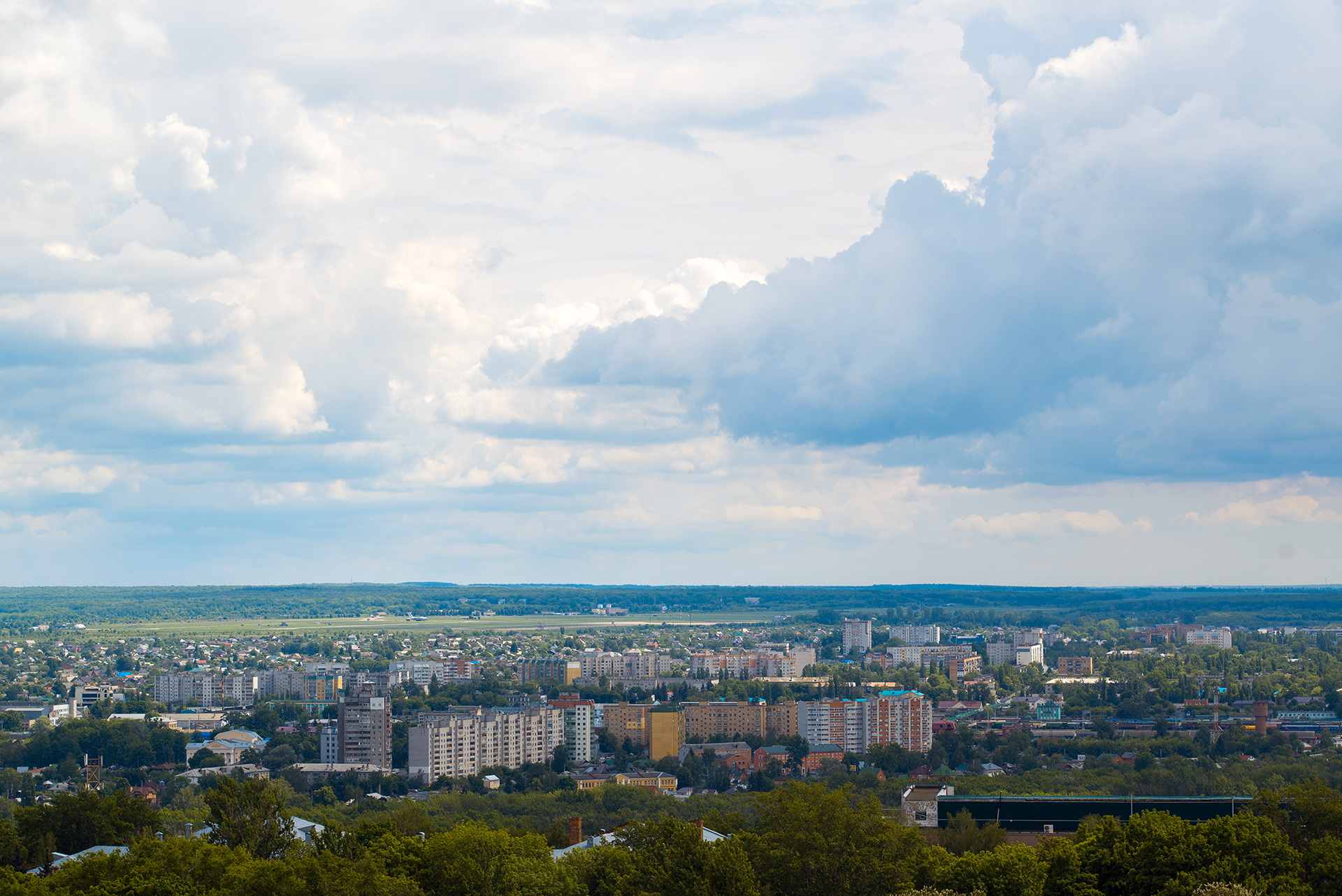
Железнодорожный округ Курска. Автор: Алексей Ильин

Железнодорожный округ занимает территорию площадью 38 км², включает 126 улиц, 80 переулков, 14 проездов, 2 площади, 8 парков и скверов. Граница Железнодорожного округа с Центральным проходит по реке Тускарь до улицы Малиновой, с Сеймским округом — по реке Тускарь от улицы Малиновой вниз по течению до впадения её в реку Сейм.

## Население
| 2000   | 2002    | 2004    | 2009    | 2015    | 2016    | 2021    |
| ------ | ------- | ------- | ------- | ------- | ------- | ------- |
| 85 800 | ↘69 979 | ↘69 200 | ↗69 739 | ↗70 000 | ↗73 200 | ↘63 699 |

## Транспорт
На территории округа расположены важные транспортные объекты: железнодорожный вокзал станции Курск и железнодорожная магистраль Центр — Юг, автомобильная трасса на Воронеж, аэропорт, линии пассажирского электротранспорта.

## Социальная структура
В Железнодорожном округе находятся 11 детских дошкольных учреждений на 175 мест, 14 муниципальных общеобразовательных учреждений, в том числе: школа-интернат № 4, православная гимназия во имя преподобного Феодосия Печерского, в которых обучаются около 13 тысяч детей и работают свыше 900 педагогов, 2 высших и 3 средних специальных учебных заведения, 5 учреждений дополнительного образования детей, Дом культуры железнодорожников, Центр досуга «Мир», 2 детские и 2 взрослые библиотеки, 3 спортивных комплекса, аквапарк «Чудо остров» и фитнес-клуб «Три океана».
Медицинское обслуживание жителей округа осуществляет сеть лечебных подразделений в структуре ТМО «Городская больница № 6».

## Промышленность
Здесь также размещён ряд крупных предприятий различных отраслей промышленности: электро- и радиотехнической, оборонной, машиностроительной и металлообрабатывающей, фармацевтической, медицинской, легкой, пищевой; функционирует свыше 623 предприятий торговли, общественного питания и сферы услуг, в том числе два торговых центра, продовольственный рынок, около 50 организаций общественного питания, магазины различной направленности.

## Достопримечательности
На территории округа расположен ряд старейших памятников истории и культуры регионального значения:
- Введенский храм (XVIII-й век);
- Никольский храм (XIX-й век);
- Храм Преподобного Серафима Саровского (начало XX века).
- Храм преподобного Серафима Саровского и Собора всех святых, в земле курской просиявших